# Slovenske Istre
Slovenske Istre (oficialmente Ekstra deviško oljčno olje Slovenske Istre) es una indicación geográfica eslovena con denominación de origen protegida para los aceites de oliva vírgenes extra que, reuniendo las características definidas en su reglamento, hayan cumplido con todos los requisitos exigidos en el mismo. 

## Zona de producción
La zona de producción de los aceites de oliva amparados por la Denominación de Origen Slovenske Istre está constituida por terrenos ubicados en la parte de Istria bajo soberanía eslovena (Obalno-kraška), quedando delimitada por las fronteras de Italia y Croacia al norte y al sur respectivamente, el mar al oeste y la región de Karst al este.

## Variedades aptas
Istrska belica, Leccino, Buga, Črnica, Maurino, Frantoio y Pendolino